# Křepenice
Křepenice (německy Kschepenitz) jsou obec v okrese Příbram ve Středočeském kraji, asi 6 km severozápadně od Sedlčan. Žije zde 214 obyvatel.

## Historie
Území a okolí Křepenic bylo osídleno již od pravěku. Na ostrohu nad Vltavou vzniklo hradiště pozdní doby kamenné Malé Kolo. V okolí Křepenic, Zvírotic, Líchov a Hříměždic je doloženo bohaté osídlení lidu knovízské kultury v mladší době bronzové (období popelnicových polí): pohřebiště na Kamenné hůrce, které pokračovalo ke Zvíroticům, je největším známým pohřebištěm této kultury.
První písemná zmínka o Křepenicích pochází z roku 1045. V roce 1322 daroval Křepenice Jan Lucemburský Heřmanovi z Milíčína a v roce 1352 byla ves připojena k rožmberským Sedlčanům.
Roku 1580 postoupil statek v Křepenicích se vsí Vilém z Rožmberka vzdělanému a podnikavému Jakubu Krčínu z Jelčan, staviteli rybniční soustavy v Jižních Čechách. Krátce na to začal Jakub Krčín stavět renesanční tvrz s dvorcem, kterou pojmenoval Nový Hrádek Krčínov, po vzoru rožmberské Kratochvíle. Podle smlouvy měl majetek po Krčínově smrti připadnout zpět Vilému z Rožmberka, ale panství bylo předáno Zdeňkovi Vojtěchu Popelovi z Lobkovic, protože Vilémův dědic Petr Vok z Rožmberka mu panství prodal.
V době nacistické okupace Československa za druhé světové války byla ves 31. října 1943 vystěhována a jako součást vojenského cvičiště Zbraní SS Benešov sloužila zájmům německé armády. Severně od obce je pamětní kámen, připomínající koncentrační tábor SS.

## Obecní správa

### Části obce
- Křepenice (k. ú. Křepenice)

Součástí obce jsou také základní sídelní jednotky Rybárna a V Pekle.
Sousedními obcemi sídla jsou Borotice, Nalžovice, Dublovice a Županovice.

### Územněsprávní začlenění
Dějiny územněsprávního začleňování zahrnují období od roku 1850 do současnosti. V chronologickém přehledu je uvedena územně administrativní příslušnost obce v roce, kdy ke změně došlo:
- 1850 země česká, kraj České Budějovice, politický okres Votice, soudní okres Sedlčany[6]
- 1855 země česká, kraj Tábor, soudní okres Sedlčany
- 1868 země česká, politický i soudní okres Sedlčany
- 1939 země česká, Oberlandrat Tábor, politický i soudní okres Sedlčany[7]
- 1942 země česká, Oberlandrat Praha, politický i soudní okres Sedlčany[8]
- 1945 země česká, správní i soudní okres Sedlčany[9]
- 1949 Pražský kraj, okres Sedlčany[10]
- 1960 Středočeský kraj, okres Příbram
- 2003 Středočeský kraj, okres Příbram, obec s rozšířenou působností Sedlčany

## Společnost

### Rok 1932
V roce 1932 byly v obci Křepenice (307 obyvatel) evidovány tyto živnosti a obchody: cihelna, 2 hostince, 2 kováři, 2 krejčí, rolník, obchod se smíšeným zbožím, trafika, 2 truhláři.

## Pamětihodnosti
- Tvrz v Křepenicích – V roce 1584 dal slavný rybníkář Jakub Krčín vybudovat renezanční vodní tvrz a nazval ji Nový hrádek Krčínov, v letech 1590–1597 v ní sídlil.[12][13]

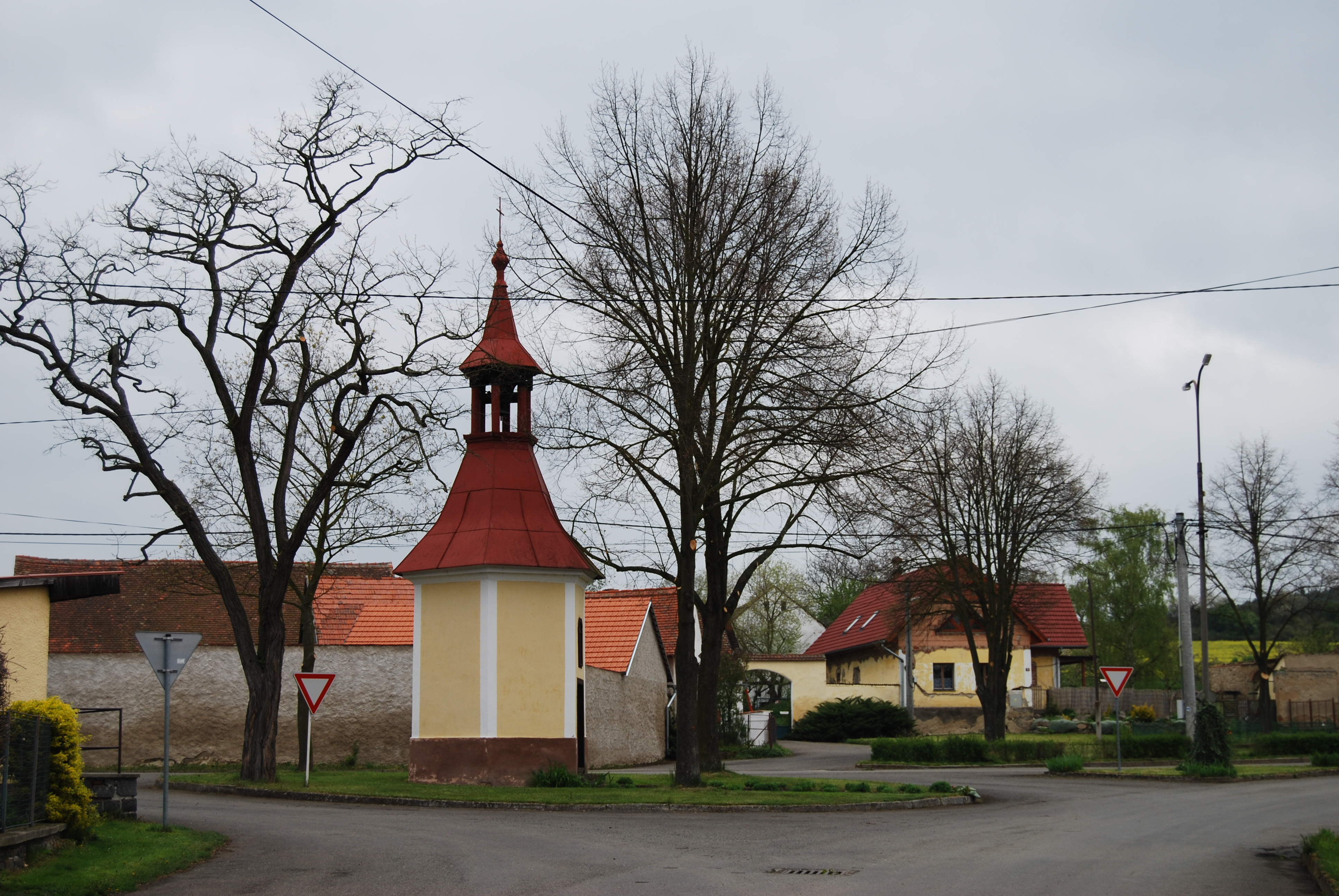
Kaple na návsi

- kaple na návsiKaple na návsi

## Zajímavosti okolí
- Drbákov - Albertovy skály – národní přírodní rezervace
- hradiště Malé Kolo – směrem na Oboz (významná rekreační oblast) nad Vltavou leží hradiště Malé (Dolejší) Kolo. Původně to bylo výšinné sídliště chamské kultury v pozdní době kamenné. Později na stejném místě vyrostla středověká tvrz (hrádek)
- středověká tvrz Velké (Horní) Kolo – ve tvaru kruhu, cca o průměru 45 metrů, obehnaná příkopem a valem

## Doprava

### Dopravní síť
Okolo obce vede silnice II/119 Dobříš – Sedlčany. Do obce dále vedou silnice III. třídy. Železniční trať ani stanice či zastávka na území obce nejsou.

### Autobusová doprava 2024
Autobusovou dopravu v obci Křepenice zajišťují společnosti Arriva Střední Čechy a ČSAD AUTOBUSY České Budějovice. Obec je součástí Pražské integrované dopravy (PID). V obci se nachází zastávka Křepenice. U obce, na silnici II/119, se nachází zastávka Křepenice,Rozc. a směrem do Dobříše zastávka Křepenice,V Pekle. Obec obsluhují autobusové linky 486 a obě zastávky na silnici II/119 také autobusové linky 450 a 360. Linka 360 vede z Prahy ze Smíchovského nádraží a pokračuje ve směru Dobříš, Stará Huť, Mokrovraty, Nový Knín, Sudovice, Korkyně, Chotilsko, Čelina, Nalžovice, Kňovice, Kňovičky a končí v Sedlčanech. Linka 450 spojuje Dobříš se Sedlčany a Milevskem. V současnosti (2024) je tato linka provozována pouze v úseku Sedlčany – Milevsko kvůli uzavírce komunikace v Davli a u Borotic. Linka 486 spojuje Sedlčany, Kňovičky, Kňovice, Nalžovice, Křepenice, Radíč, Osečany a Křečovice.

## Turistika
- Cyklistika – Územím obce vedou cyklotrasy č. 301 Krásná Hora nad Vltavou - Svatý Jan - Cholín - Buš a č. 8132 Křepenice - Radíč - Vojkov.
- Pěší turistika – Obcí vede turistická trasa  Svatý Jan - Zrůbek - Křepenice - Hrazany - Radíč.

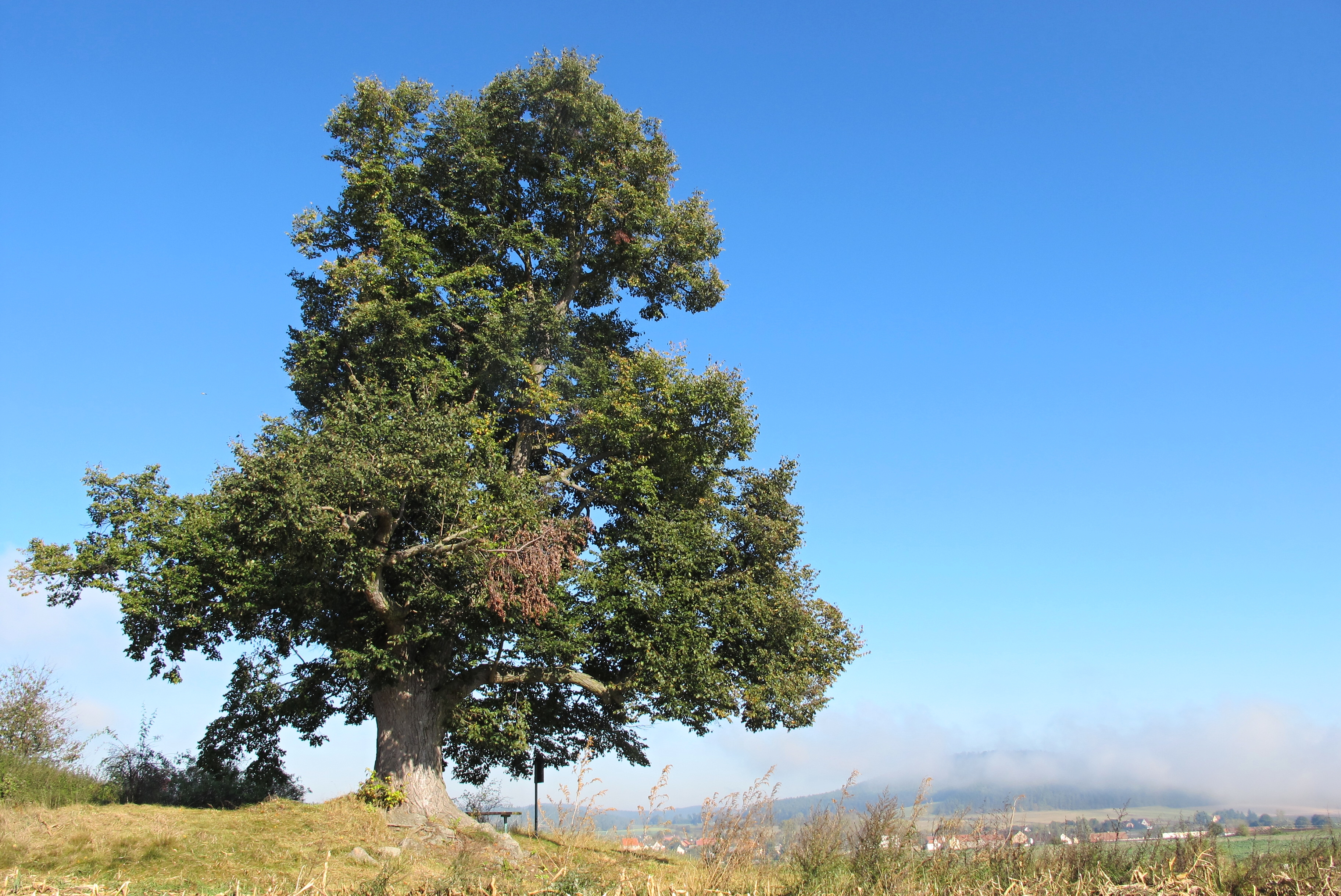
Památný strom - Lípa u Křepenic